# Капліще
Капліще (словен. Kapljišče) — поселення в общині Метлика, регіон Південно-Східна Словенія, Словенія.